# A Jövő Társadalma
A Jövő Társadalma – 1925 szeptemberében indult Kolozsvárt Társadalomtudományi és szociálpolitikai szemle alcímmel, Aradi Viktor szerkesztésében.

## Története
A havonta megjelenő lap célja a bevezető szerint: "...hogy megismertesse és az ember szolgálatába állítsa a társadalmi erőket. A társadalomtudomány feladata, hogy kultúrává finomítsa a civilizációt. Hogy a szeretet oltárait emelje a félelem oltárainak romjai fölé. A Jövő Társadalma ennek a társadalomtudománynak propagálását tűzte ki céljául." A lap szocialista eszméket terjesztett, de hasábjai rendelkezésére álltak minden világszemléleti irányzatnak. Nem sugalmazni, hanem ébreszteni akart gondolatokat.
Az erősen cenzúrázott 1927. augusztusi szám után a lapot betiltották. Ekkor a szerkesztő címváltoztatással játszotta ki a cenzúrát, és 1927 októberében megindította a Huszonegyedik Század c. lapot, mely teljesen megegyezik elődjével, még a számozás is folytatólagos. 1929 szeptemberében újra A Jövő Társadalma cím alatt jelenik meg a lap, majd 1930-ban a januári, februári és májusi szám Bukarestben lát napvilágot.
A lap évfolyamai sok érdekes és értékes cikket közölnek mind külföldi, mind hazai szerzőktől, így N. Sz. Trubeckoj, I. Zimov, Clara Zetkin (a cenzúra csak a címet hagyta meg), Dienes László, Victor Cheresteşiu, Agota Maior (talán Antal Márk álneve), Turnowsky Sándor, Salamon László, Kahána Mózes, Kormos Éva szerepel írásaival. Könyvismertetései nemcsak hazai, hanem szovjet, amerikai, nyugat-európai megjelenésű társadalomtudományi művekre is kiterjedtek.